# John Brewer Cameron
John Brewer Cameron (* 31. Dezember 1843 in Kilmonivaig, Schottland; † 1897) war ein australischer Landvermesser und Entdecker.

## Leben
John wurde als ältestes von acht Kindern seiner Eltern Ewen (* 1813) und Mary (* 1821), geborene McTavish, in der schottischen Gemeinde Kilomonivaig geboren. Die Familie wanderte 1853 nach Australien aus: Am 8. Juni verließ sie Schottland und erreichte Port Phillip am 13. September desselben Jahres. Cameron ging in Richmond, heute ein Stadtteil Melbournes, und Healesville zur Schule. Später arbeitete er als Landvermesser in Australien, Fidschi und Neuguinea.
In den Jahren 1880 bis 1882 war Cameron für das „New South Wales Lands Department“ an der Markierung der Grenze zwischen New South Wales und Queensland tätig.

## Auszeichnungen

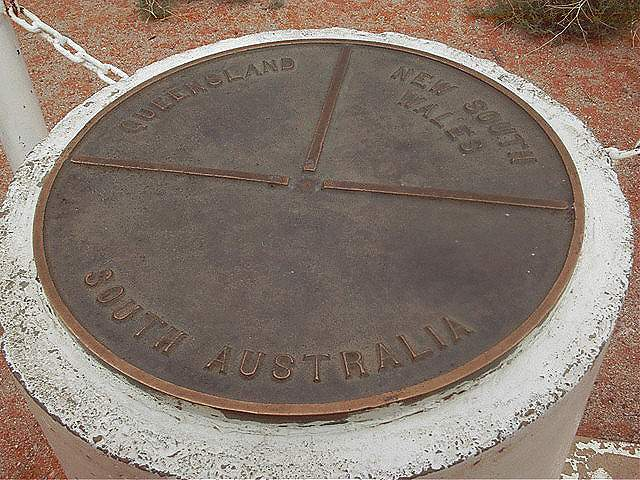
Markierung des „Cameron Corner“

Cameron zu Ehren wurde „Cameron Corner“ benannt, der Punkt im australischen Outback, an dem die Grenzen der Bundesstaaten New South Wales, Queensland und South Australia aufeinandertreffen (), ein Dreiländereck in Bezug auf die Bundesstaaten Australiens. Cameron stellte an dieser Stelle im September 1880 einen Pfosten auf, der das Ende dieser Grenzlinie an der Grenze von South Australia markierte. Dann stellte er von dort aus in Richtung Osten jede Meile einen weiteren Pfosten entlang der Grenze zwischen New South Wales und Queensland auf.